# Grande école
En grande école är en fransk högskola av en speciell typ, som tenderar att vara inriktad på ingenjörsvetenskap, ekonomi eller humaniora och ofta har en elitstatus inom sitt ämnesområde. Grandes écoles är främst inriktade på grundutbildning, medan grands établissements har en motsvarande ställning inom forskning och forskarutbildning. 
I allmänhet har grandes écoles krävande antagningsprov, som omfattar både en muntlig och skriftlig del. Efter vad som motsvarar gymnasieexamen använder många minst ett år på att förbereda sig inför antagningsproven. Många av studenterna går vidare till ledande positioner i det franska samhället.
Några av dessa högskolor sorterade enligt sitt franska namn är:

## A
- Audencia Business School

## C
- Conservatoire national des arts et métiers
- CPE Lyon

## E
- École de l'Air
- ENSEEG
- ESSEC
- École Centrale Paris
- École Centrale de Lille
- École Centrale de Lyon
- École Centrale de Nantes
- École des Hautes Études Commerciales
- École des Mines de Douai
- EMLYON Business School
- École Nationale d'Administration
- École Nationale Supérieure Agronomique de Montpellier
- École Nationale Supérieure d'Agronomie et des Industries Alimentaires
- École Nationale Supérieure d'Arts et Métiers
- École nationale supérieure d'électrotechnique, d'électronique, d'informatique, d'hydraulique et des télécommunications
- École Nationale Supérieure d'ingénieurs en Informatique Automatique Mécanique énergétique Electronique
- École Nationale Supérieure de Chimie de Montpellier
- École Nationale Supérieure de l'Aéronautique et de l'Espace
- École Nationale Supérieure des Mines de Nancy
- École Nationale Supérieure des Mines de Paris
- École nationale supérieure de techniques avancées
- École nationale de l'aviation civile
- École Nationale de la Statistique et de l'Administration Économique
- École nationale des ponts et chaussées
- École Normale Supérieure
- École Normale Supérieure de Cachan
- École normale supérieure de Lyon
- École Polytechnique
- École Spéciale Militaire de Saint-Cyr
- École supérieure d'électricité
- École Supérieure de Commerce de Paris
- École Supérieure de Commerce de Pau
- École Supérieure de Commerce de Rouen

## G
- Grenoble École de Management

## I
- ICN Business School
- IECS
- INSA Rouen
- INSA Rennes
- INSA Toulouse
- Institut d'Etudes Politiques de Paris
- Institut d'Informatique d'Entreprise
- Institut Européen d'Etudes Commerciales Supérieures de Strasbourg
- Institut National Agronomique Paris-Grignon
- Institut national des langues et civilisations orientales
- Institut national des sciences appliquées de Lyon
- Institut National Polytechnique de Grenoble
- Institut polytechnique des sciences avancées
- Institut supérieur de gestion
- Institut Supérieur d'Electronique du Numérique (ISEN)

## K
- Kedge Business School

## M
- Mines TELECOM, tidigare École Nationale Supérieure des Télécommunications
- Montpellier Business School

## T
- TELECOM Bretagne, tidigare École Nationale Supérieure des Télécommunications de Bretagne
- Toulouse Business School

## U
- Université de Technologie